# Korytnia (rejon smoleński)
Korytnia (ros. Корытня) – wieś (ros. деревня, trb. dieriewnia) w zachodniej Rosji, w osiedlu wiejskim Chochłowskoje rejonu smoleńskiego w obwodzie smoleńskim.

## Geografia
Miejscowość położona jest w dorzeczu Ufinji, przy drodze federalnej R135 (Smoleńsk – Krasnyj – Gusino), 11 km od drogi federalnej R120 (Orzeł – Briańsk – Smoleńsk – Witebsk), 18 km od drogi magistralnej M1 «Białoruś», 6 km od centrum administracyjnego osiedla wiejskiego (Chochłowo), 22 km od Smoleńska, 11 km od najbliższego przystanku kolejowego (443 km).

## Demografia
W 2010 r. miejscowość zamieszkiwały 53 osoby.